# Confederatie van Bar

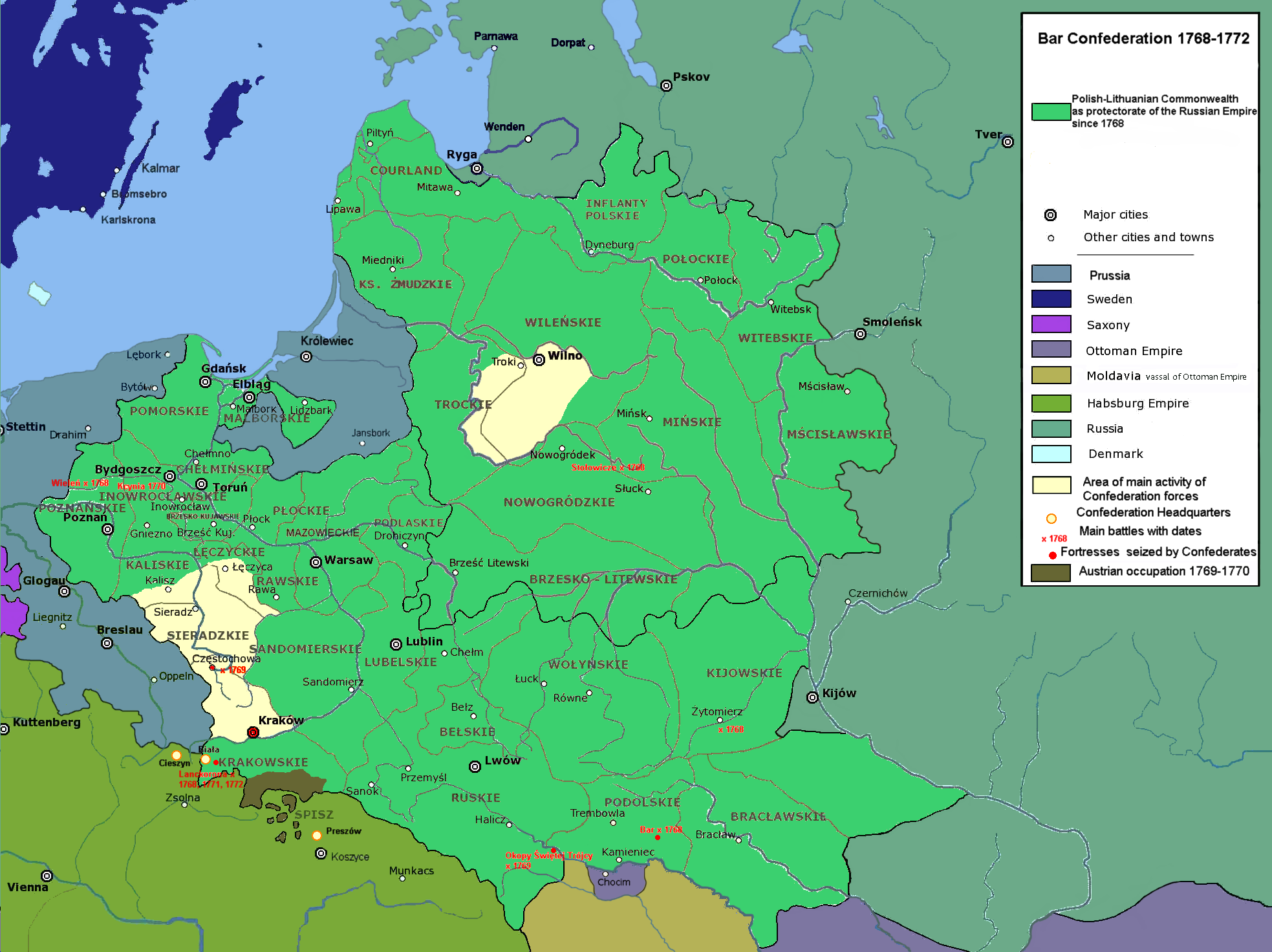
De Confederatie van Bar binnen Polen: witte zones en rode stippen

De Confederatie van Bar (1768-1772) was een opstandige groepering van Poolse adel die op 29 februari 1768 werd opgericht in de vesting van Bar om de Poolse onafhankelijkheid tegenover Rusland en zijn afgevaardigde in Warschau, vorst Nikolai Repnin, te verdedigen. Oprichters waren onder andere: Adam Krasiński, bisschop van Kamieniec-Podolski, Kazimierz Pułaski en Michał Krasiński.  Bar ligt in Podolië, nu Oekraïne.
De Poolse koning Stanislaus August Poniatowski wierp zich in eerste instantie op als bemiddelaar tussen de Confederatie en Rusland, maar later stuurde hij soldaten onder leiding van groothetman Franciszek Ksawery Branicki om Bar in te nemen. Mede door de gelijktijdig uitgebroken Haidamakenopstand werd de confederatie in de oostelijke provincies van Polen en ook in Litouwen populair. De confederatie riep buitenlandse hulp en stuurde aan op een oorlog tussen Rusland en het Ottomaanse Rijk. De situatie werd zo riskant dat Frederik II van Pruisen bij tsarina Catharina II van Rusland aandrong om te onderhandelen.
Troepen van de confederatie, onder Ignacy Malczewski, Michał Jan Pac en vorst Karol Radziwiłł, trokken plunderend door het land en vielen meerdere malen met succes Russische troepen aan. De confederatie stuurde afgevaardigden naar meerdere Europese koningshuizen, daarbij de koning van Polen negerend. De raad van de confederatie werd in 1770 overgebracht van Silezië naar Hongarije, waar onderhandelingen met Frankrijk, Oostenrijk en het Ottomaanse Rijk werden gestart met het oog op de opbouw van een anti-Russische liga. De Franse koning vaardigde Charles François Dumouriez af als commandant. Deze blonk noch op politiek noch op militair vlak uit en zijn rapporten deden de geconfedereerden groot onrecht. Zo beschuldigde hij de Poolse koning, op het moment dat hij zich bij de confederatie wou aansluiten, van tirannie en verraad, waarop deze meteen weer het Russische kamp koos, en de confederatie veel steun van de Europese machten verloor. De door Dumouriez gereorganiseerde troepen konden het verlies aan politiek belang nog enkele jaren overleven, maar in 1772 was het voorbij.